# Ptilosphen cyaneiventris
Ptilosphen cyaneiventris är en tvåvingeart som beskrevs av Macquart 1846. Ptilosphen cyaneiventris ingår i släktet Ptilosphen och familjen skridflugor. Inga underarter finns listade i Catalogue of Life.